# Things Ain’t What They Used to Be (And You Better Believe It)
Things Ain’t What They Used to Be (And You Better Believe It) (с англ. — «Всё уже совсем не так, как раньше (и лучше тебе в это поверить)») — сороковой студийный альбом американской джазовой певицы Эллы Фицджеральд, выпущенный на лейбле Reprise Records в 1970 году под студийным номером RS 6432. В 1989 году Reprise-Warner Bros. перевыпустили запись в формате CD под студийным номером Reprise 9 26023-2.

## Список композиций
| №                   | Название                                    | Текст песни              | Музыка                     | Длительность |
| ------------------- | ------------------------------------------- | ------------------------ | -------------------------- | ------------ |
| 1.                  | «Sunny»                                     | Бобби Хебб               | Бобби Хебб                 | 5:18         |
| 2.                  | «Mas Que Nada»                              | Жоржи Бен Жор            | Жоржи Бен Жор              | 3:49         |
| 3.                  | «A Man and a Woman (Un Homme et une Femme)» | Пьер Бару, Джерри Келлер | Фрэнсис Лэй                | 3:17         |
| 4.                  | «Days of Wine and Roses»                    | Джонни Мёрсер            | Генри Манчини              | 2:22         |
| 5.                  | «Black Coffee»                              | Пол Франсис Уэбстер      | Сонни Бёрк                 | 4:28         |
| 6.                  | «Tuxedo Junction»                           | Бадди Фейн               | Джулиан Дэш, Эрскин Хокинс | 3:17         |
| Общая длительность: | Общая длительность:                         | Общая длительность:      | Общая длительность:        | 22:31        |

| №                   | Название                            | Текст песни         | Музыка                        | Длительность |
| ------------------- | ----------------------------------- | ------------------- | ----------------------------- | ------------ |
| 7.                  | «I Heard It Through the Grapevine»  | Барретт Стронг      | Норман Уитфилд                | 3:44         |
| 8.                  | «Don’t Dream of Anybody But Me»     | Джордж Харрисон     | Барт Ховард, Нил Хефти        | 4:06         |
| 9.                  | «Things Ain’t What They Used to Be» | Тед Персонс         | Мёрсер Эллингтон              | 3:11         |
| 10.                 | «Willow Weep for Me»                | Энн Ронелл          | Энн Ронелл                    | 4:40         |
| 11.                 | «Manteca»                           | Чано Посо           | Диззи Гиллеспи, Гил Фуллер    | 2:30         |
| 12.                 | «Just When We’re Falling in Love»   | Боб Расселл         | Чарльз Томпсон, Иллинойс Жаке | 2:29         |
| Общая длительность: | Общая длительность:                 | Общая длительность: | Общая длительность:           | 20:40        |

## Участники записи
- Элла Фицджеральд — вокал.
- Джеральд Уилсон — дирижирование, аранжировки.
- Томми Флэнаган, Джо Семпл — фортепиано.
- Луи Беллсон, Виктор Фельдман — барабаны, перкуссия.
- Бобби Хатчерсон — вибрафон.
- Херб Эллис — гитара.
- Рэй Браун — контрабас.
- Бобби Брайант — труба.
- Гарри Эдисон, Джей Джей Джонсон, Джеймс Кливланд, Бритт Вудман, Турман Грин — тромбон.